# Tapio Rautavaara
Kaj Tapio 'Tapsa' Rautavaara (Nokia, 8 de março de 1915 - Helsinque, 25 de setembro de 1979) foi um atleta, ator e cantor finlandês, campeão olímpico do lançamento de dardo em Londres 1948.
'Tapsa', como era conhecido na Finlândia, serviu na Marinha finlandesa durante a Segunda Guerra Mundial, quando já tinha uma carreira como atleta e cantor. Em 1943, depois de dois anos na linha de frente, foi transferido para a retaguarda para entreter as tropas com suas canções. Depois da guerra, conquistou uma medalha de bronze no Campeonato Europeu de Atletismo de 1946 e teve seu grande momento esportivo nos Jogos Olímpicos de Londres dois anos depois, quando conquistou a medalha de ouro no dardo, com um lançamento de 69,77 m.
Com talento para outros esportes, além de ser campeão finlandês por quatro anos no dardo, durante e depois da guerra, também foi campeão individual no Arco e Flecha em 1955 e fez parte da equipe finlandesa medalha de ouro neste esporte, no Campeonato Mundial de Tiro ao Arco de 1958.
Na área do entretenimento, ele foi um cantor de grande sucesso em seu país, principalmente nos anos 50, ao mesmo tempo em que mantinha a carreira de atleta, e participou de vários filmes, chegando a ser cogitado pelos produtores de Hollywood para substituir Johnny Weissmuller no papel de Tarzan, quando este abandonou o papel no cinema.
Em 25 de setembro de 1979, ele posava para fotografias num complexo de natação na cidade de Vantaa, quando teve um mau estar súbito e caiu ao chão, batendo com a cabeça. Levado a um hospital, foi liberado sem serem constatados maiores danos após um curativo no ferimento. Durante a noite, morreu de hemorragia cerebral em sua casa, em Helsinque.